# المو
المو (به انگلیسی: ELMO) یک شخصیت عروسکی آمریکایی و از شخصیت‌های گروه ماپت است.
وی از سال ۱۹۷۲ تاکنون در برنامه‌های مختلف تلویزیونی و سینمایی از جمله سسمی استریت حضور داشته است.

## تأثیرگذاری در ایران
برخی معتقدند که جناب‌خان در خندوانه با الهام از این شخصیت عروسکی به وجود آمده است.